# Вперёд, Россия!
«Вперёд, Россия!» — российская политическая партия, учреждённая в конце 1994 г. Лидером партии был избран министр финансов России Борис Фёдоров.

## История
Организация объявила себя находящейся в демократической оппозиции к правительству. Платформа партии была основана на демократических принципах, однако отличалась от «Выбора России» подчёркнуто патриотической позицией и поддержкой президента Ельцина в Первой чеченской войне. КПРФ и ЛДПР рассматривались как политические противники.
На II конференции Движения «Вперед, Россия» 14 августа 1995 был сформирован список кандидатов в депутаты Государственной Думы, в первую тройку которого вошли Б. Федоров, Бэла Денисенко (сопредседатель Движения «Выбор России») и Александр Владиславлев (вице-президент Российского союза промышленников и предпринимателей и сопредседатель-координатор партии «Всероссийский союз „Обновление“»).
На выборах в Государственную Думу второго созыва 17 декабря 1995 года Движение «Вперед, Россия!» не преодолело 5-процентный барьер, получив 1 343 428 голосов (1,94 % — 12-е место из 43 участвовавших в выборах списков). По мажоритарным округам депутатами стали 4 члена Движения «Вперед, Россия!», в том числе — сам Б. Федоров, а также Александр Жуков, Андрей Селиванов и Аркадий Янковский.
Б. Фёдоров был выдвинут кандидатом на президентских выборах 1996 года, однако накануне выборов снял кандидатуру, высказавшись в поддержку Б. Ельцина. Вскоре после этого партия потеряла влияние, на выборах в Московскую городскую думу в декабре 1997 года ни один кандидат от движения не был избран. В 1998 года партия выразила поддержку правительству С. Кириенко.
В декабре 1998 года партия вошла в коалицию «Правое дело». В мае 1999 года Фёдоров вошёл вторым номером в список коалиции на выборы в Госдуму. Однако уже в августе 1999 года партия перешла в коалицию «Наш дом — Россия».
2 февраля 2002 года движение «Вперёд, Россия!» объединилось с Республиканской партией России.